# N-乙酰基牛磺酸
N-乙酰基牛磺酸（NAcT）是一种有机化合物，化学式为C4H9NO4S。它可由牛磺酸和乙酸酐反应制得。它可以通过高效液相色谱和质谱的组合来定量分析，由于它具有高亲水性，可以借助于亲水相互作用色谱（HILIC）将其分离。